# 茂山宗彦
茂山 宗彦（しげやま もとひこ、1975年〈昭和50年〉6月4日 - ）は、狂言方大蔵流の能楽師・俳優 。重要無形文化財保持者（総合認定）。二世茂山七五三の長男。

## 人物
1975年に、茂山眞吾（二世茂山七五三）の長男として生まれる。
父、祖父四世茂山千作および曽祖父 三世茂山千作に師事し、1979年、4歳のとき「以呂波」で初舞台を踏む。愛称は「もっぴー」。
東山高等学校卒業、京都造形芸術大学（現京都芸術大学）卒業。
1989年に京都能楽養成会に入会、1990年に「千歳」、1996年に「三番三」を披くなど活動を重ねるが、狂言師としてやっていく決意をしたのは、2000年に「釣狐」を披いた頃であった。
1994年、従弟の茂、弟の逸平とともに「花形狂言少年隊」を結成し、若い世代向けに活動する。2000年からは、「心・技・体、教育的古典狂言推進準備研修練磨の会（TOPPA!）」を千三郎、正邦（現在の十四世千五郎）、逸平、茂、童司（現在の三世千之丞）と共に主催。2006年からは正邦、茂、逸平、童司と共に「HANAGATA」として活動し、2020年からは「Cutting Edge KYOGEN」に改称した。
2009年に「花子」を披く。2014年に「京都府文化賞奨励賞」を受賞し、2017年に日本能楽会会員（重要無形文化財保持者総合認定）となる。
俳優としても活動し、2007年のNHK連続テレビ小説『ちりとてちん』の徒然亭小草若役と、その決め台詞「底抜けに…」がよく知られた。その際のポーズは、宗彦本人が考案したものである。
私生活では、2007年に結婚した。釣りが趣味。なお、性格は祖父によく似ており、衝突することがしばしばあったという。

## 狂言以外の活動
- テレビドラマ
  - ドラマ新銀河『京都発・ぼくの旅立ち』（NHK、1996年） -  新吉
  - 連続テレビ小説（NHK）
    - 『ふたりっ子』（1996年）
    - 『ちりとてちん』（2007年10月 - 2008年3月、2013年10月からBSプレミアムで再放送）
      - 『ちりとてちん外伝「まいご3兄弟」』（2008年7月）

    - 『おちょやん』（2020年） - 初代 天海天海 役[13]

  - 『活動写真の女』（NHK、1999年）
  - 『終のすみか』（NHK、1999年）※文化庁芸術祭参加作品
- ドキュメンタリー
  - 『男自転車ふたり旅〜チェコ ボヘミアの街道を行く〜』（NHK、2009年）[14]
  - 『伝統芸能の若き獅子たち〜茂山宗彦 いまこそ狂言師の賭け時〜』（NHK、2010年）[15]
  - 『チャリダー★』（NHK BS1）レポーター
- ミュージカル
  - 『アンネの日記』（1997年 - 1998年）
  - 『ザ・近松』（1999年）
- ニュース番組
  - 『FNNスーパーニュースアンカー』（関西テレビ） - コメンテーター
  - 『ぐるっと関西おひるまえ』（NHK、2008年4月 - ） - 司会
- テレビCM
  - 『パテックス フェルビナク35』（第一三共ヘルスケア、2007年）